# Pseudostellaria rupestris
Pseudostellaria rupestris är en nejlikväxtart som först beskrevs av Porphir Kiril Nicolai Stepanowitsch Turczaninow, och fick sitt nu gällande namn av Ferdinand Albin Pax. Pseudostellaria rupestris ingår i släktet Pseudostellaria och familjen nejlikväxter. Inga underarter finns listade i Catalogue of Life.